# Ölbergkapelle (Isny im Allgäu)

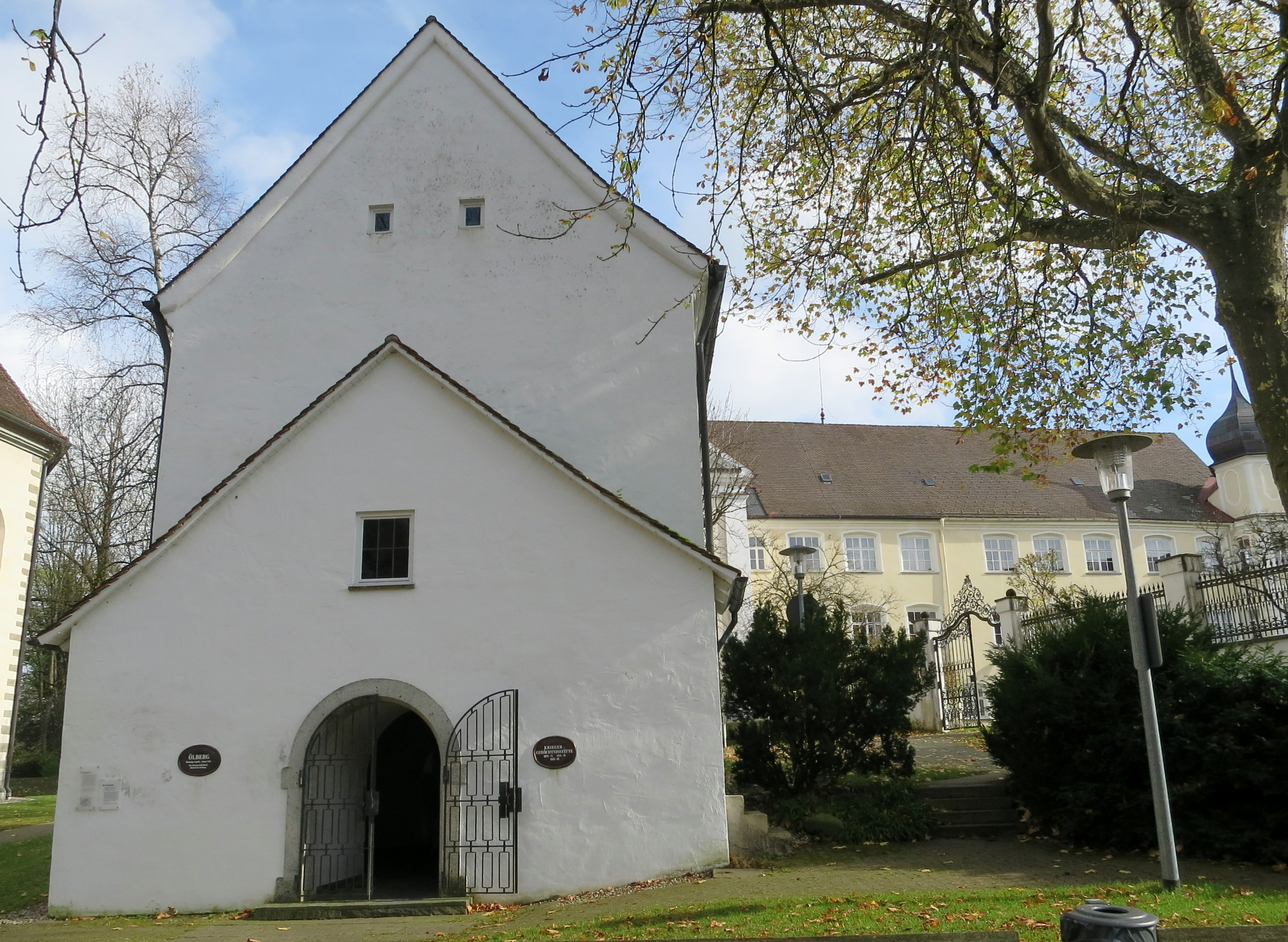
Die Ölbergkapelle auf dem ehemaligen Kirchhof

Die Ölbergkapelle in der baden-württembergischen Stadt Isny im Allgäu (Landkreis Ravensburg) wurde als Friedhofskapelle um 1480 erbaut. Sie liegt auf der Freifläche zwischen der Nikolaikirche, der Pfarrkirche St. Georg und Jakobus und dem Schloss (Kirchplatz 1a). Sie ist ein geschütztes Kulturdenkmal gemäß § 28 DschG von Baden-Württemberg.

## Geschichte

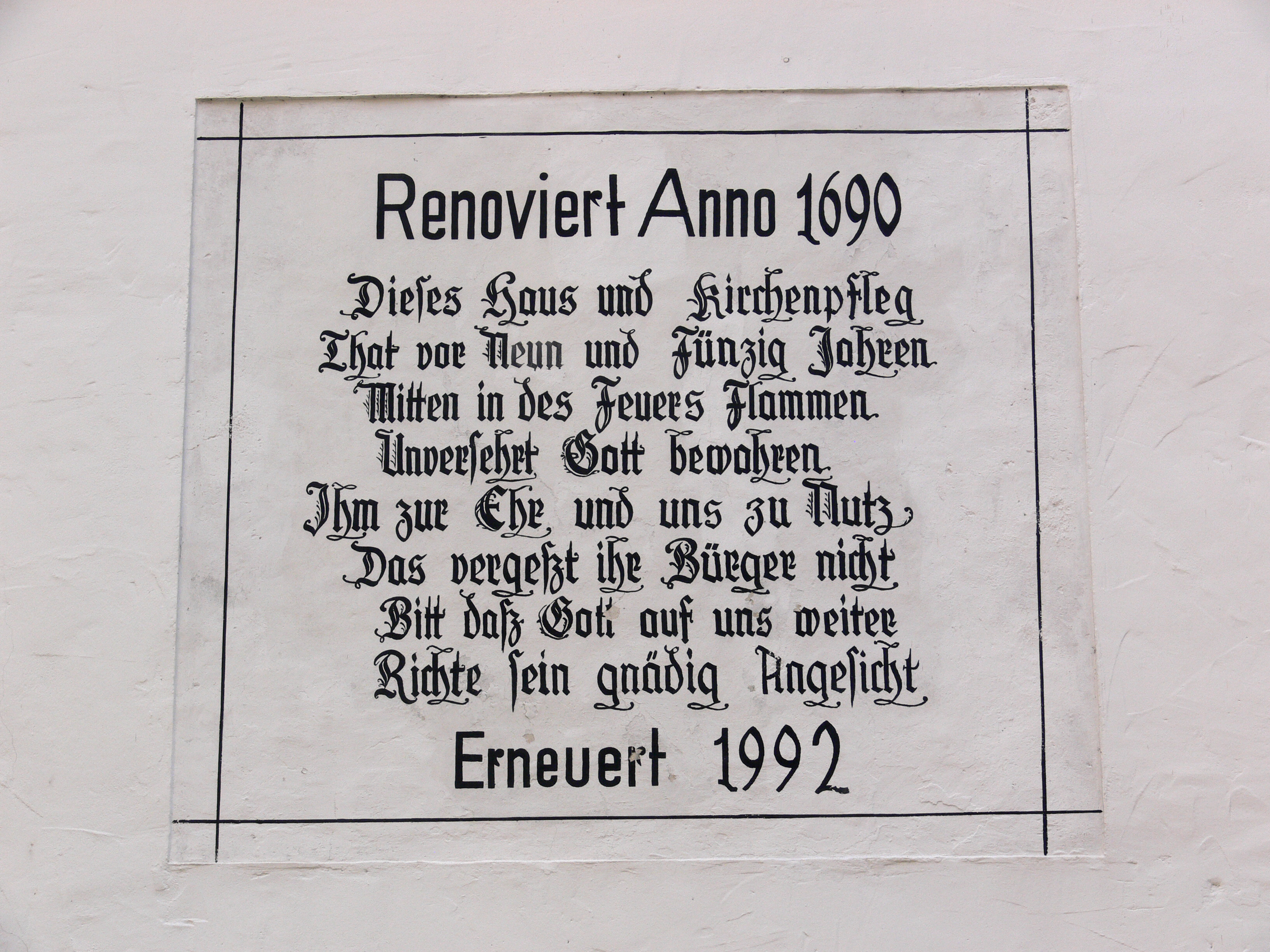
Inschrift zur Renovierung

Die eindrucksvolle Ölbergkapelle hat den großen Stadtbrand von 1631 unbeschädigt überstanden. Im Jahr 1690 wurde sie renoviert. Das Erdgeschoss diente als Beinhaus und wurde 1967 zur Gedächtnisstätte für die Opfer des Krieges und der Gewaltherrschaft umgestaltet. Im Obergeschoss finden sich Reste des Kapellenraums.

## Bauwerk
Die in Solitärlage zwischen der Pfarrkirche St. Nikolaus und dem Schloss gelegene Kapelle ist ein zweigeschossiges Gebäude. Der massiv gemauerte und verputzte Bau hat einen eingezogenen Rechteckchor und eingeschossigen Eingangsvorbau. Nach oben schließt er mit einer Dachgeschossebene unter einem Satteldach ab.

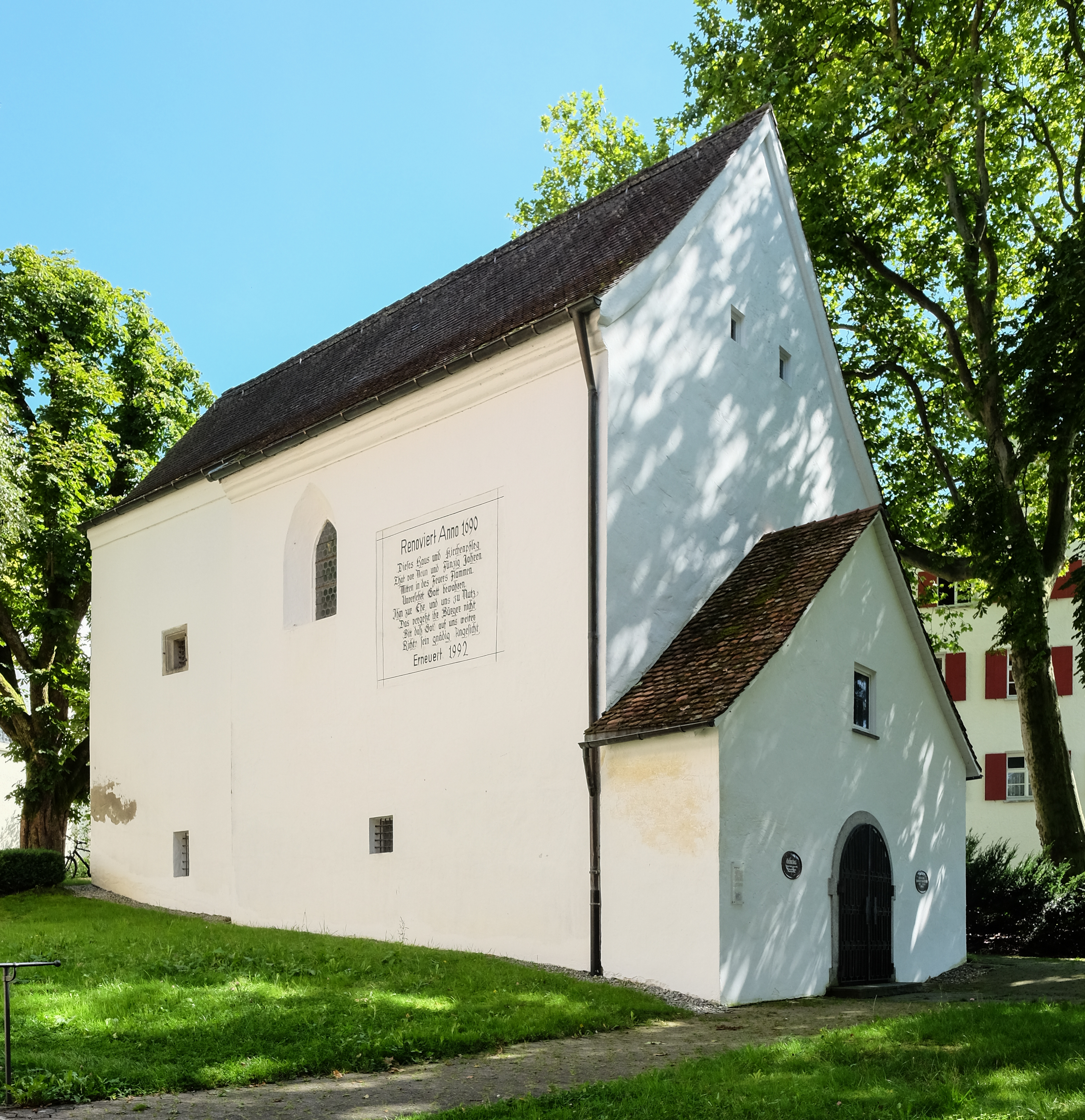
Außenansicht von Norden
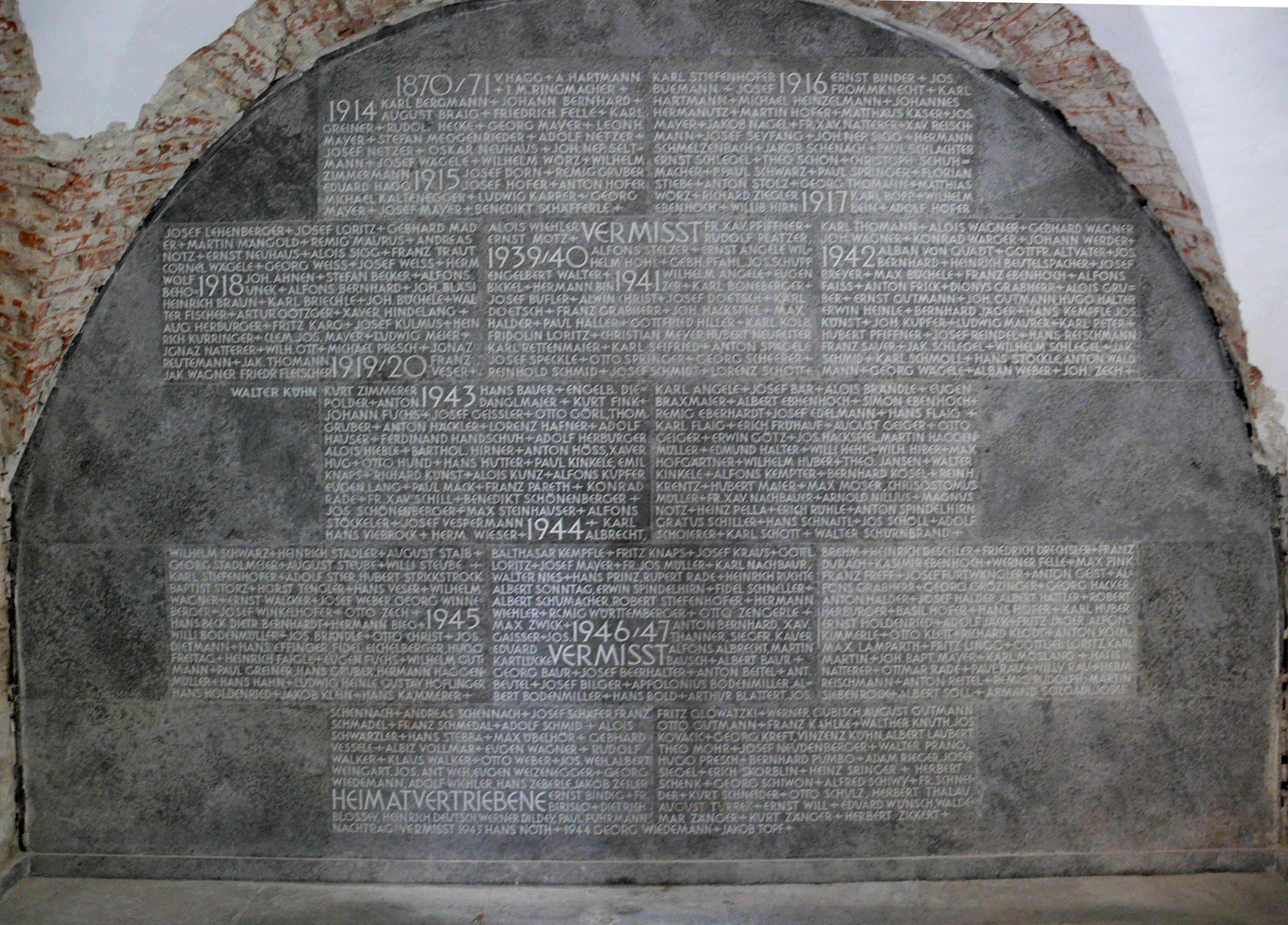
Die verzeichneten Opfer der Kriege
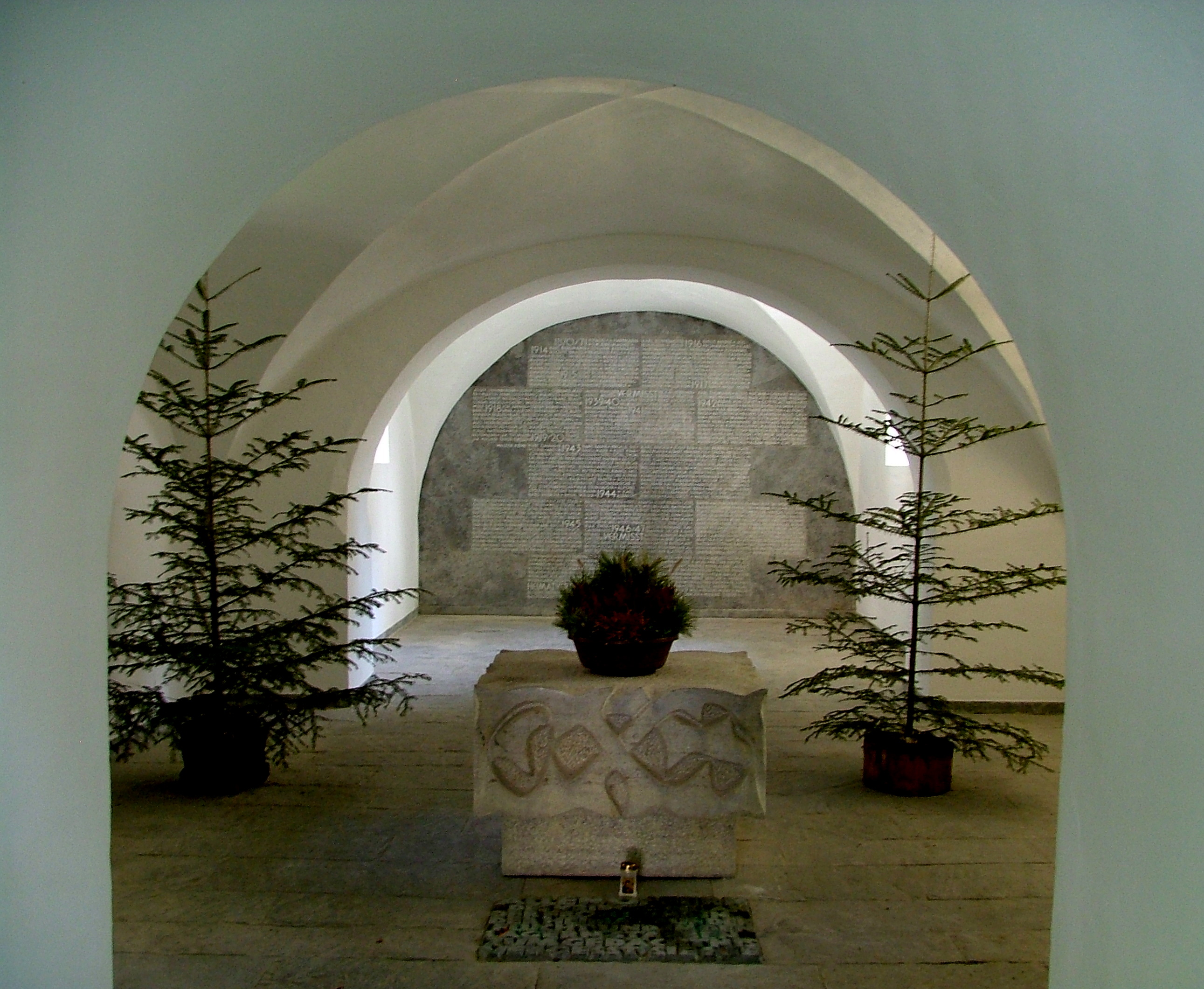
Das frühere Beinhaus, jetzt Gedächtnisstätte
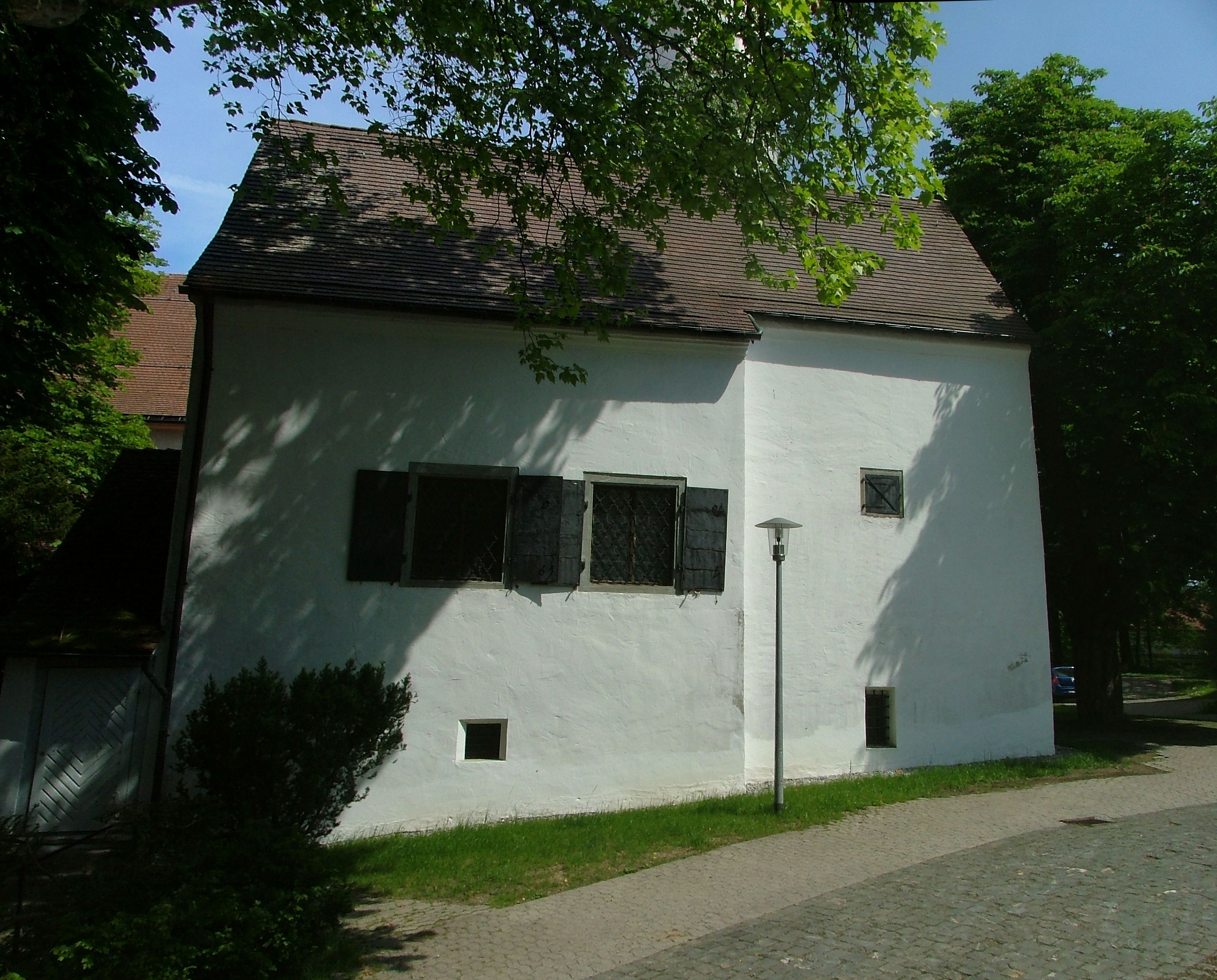
Außenansicht von Süden

## Kulturdenkmal
Sie dokumentiert in anschaulicher Weise den einstigen Bestattungskult und ist zudem ein bauliches Zeugnis für den ehemals hier vorhandenen Friedhof. An der Erhaltung der Kapelle besteht aus wissenschaftlichen und heimatgeschichtlichen Gründen ein besonderes öffentliches Interesse. Die umgebenden Grün- und Freiflächen des Kirchplatzes bzw. des einstigen Friedhofs sind als erhaltenswert anzusehen. Sie ist geschützt nach § 26 des Denkmalschutzgesetzes von Baden-Württemberg.